# Campiglossa pseudodiluta
Campiglossa pseudodiluta este o specie de muște din genul Campiglossa, familia Tephritidae, descrisă de Valery Korneyev în anul 1990. Conform Catalogue of Life specia Campiglossa pseudodiluta nu are subspecii cunoscute.